# Joe Bambrick
Joseph Gardiner Absolom Bambrick (Belfast, 3 novembre 1905 – Belfast, 13 ottobre 1983) è stato un calciatore nordirlandese, di ruolo attaccante.

## Palmarès

### Club

#### Competizioni nazionali
- Campionato nordirlandese: 3

Linfield: 1929-1930, 1931-1932, 1933-1934
- Irish Cup: 3

Linfield: 1929-1930, 1930-1931, 1933-1934